# Rdesno peprník
Rdesno peprník (Persicaria hydropiper) je jednoletá plevelná rostlina palčivé chuti z čeledi rdesnovitých.

## Výskyt
Původní areál výskytu je v mírném pásmu Evropy, v severní Africe, Orientu, na Kavkaze, Sibiři a v severní Indii, druhotně se rozšířilo do Severní Ameriky i Austrálie. Je to vlhkomilná rostlina, vybírá si především stanoviště s dostatkem vláhy, často roste i na zastíněných místech. Ke svému zdárnému vývoji potřebuje hodně živin.
V České republice se vyskytuje, často pospolitě, od nížin až do podhůří (do 850 m n. m.) na obnažených dnech řek a rybníků, v příkopech, na zamokřených polích a v terénních proláklinách. Mimo tato nevyužitá místa si ke svému růstu přednostně vybírá dobře hnojená vlhká nebo zavlažovaná pole, včetně rýžovišť, kde bývá nepříjemným plevelem.

## Popis
Je to jednoletá rostlina se vzpřímenou nebo vystoupavou lodyhou běžně dosahující do výšky 50 cm, na dobře úživné půdě až 100 cm. Bývá jednoduchá nebo již od spodu rozvětvená, obvykle lysá, často červeně nebo fialově naběhlá. Ve spodních uzlinách často koření. Válcovité botky jsou k lodyze volně přitisknuté, na horním okraji jsou uťaté a porostlé brvami až 3 mm dlouhými. Listy mají krátký řapík (do 1,5 cm) který vyrůstá v dolní polovině botky. Listová čepel je kopinatá nebo vejčitá, na obou koncích zúžená, po obvodu často zvlněná, dosahuje velikostí až 10 × 3 cm. Lícní i rubovou stranu má lysou až krátce chlupatou, na líci je často tmavá skvrna.
Květy vyrůstají z paždí malých blanitých, kornoutovitých listenů které jsou po okrajích spoře brvité, bývají oboupohlavné nebo zcela jalové. Květy ve svazečcích vytvářejí řídké, přetrhované, obvykle slabě nící stopkaté lichoklasy o délce až 9 cm a šířce 0,5 cm. Okvětí na bázi srostlé se skládá ze 4 nebo 5 okvětních lístků dlouhých 3 až 4 mm které jsou vespod zelené, po okraji bělavé a nahoře narůžovělé, vně jsou posety hojnými jemnými, žlutými a lesklými žlázkami. Květ má šest tyčinek uspořádaných do dvou kruhů, ve vnějším jsou čtyři s intorzními prašníky a ve vnitřním dvě s extorzními. Semeník vytvořený dvěma plodolisty má dvě čnělky s kulovitými bliznami. Opylení květu probíhá cizím pylem, vlastním pylem (samosprašnost) nebo také vlastním pylem bez otevření květu (kleistogamie). Kvete od července do října.
Rostlina se rozmnožuje výhradně svými semeny, nažkami. Tyto jsou tupě trojhranné, až 2,5 mm dlouhé, tmavě hnědé až černé, zcela zabalené v trvalém okvětí. Na jedné rostlině může ročně uzrát od 500 do 2000 semen která klíčí až později na jaře příštího roku, kdy je prohřátá půda a dostatek vláhy. Chromozómové číslo: 2n = 20.

## Význam
Nať rostliny obsahuje hodně tříslovin a hořčin, proto má rostlina pepřovitou chuť a nespásají ji ani zvířata, pokud se šťáva z ní dostane do očí působí palčivou bolest. Dříve se ojediněle používala ve formě odvaru nebo tinktury v lidovém léčitelství proti průjmům, na stavění krvácení a desinfekci močových cest, zevně pak proti revmatizmu.
Tato plevelná rostlina se objevuje, zvláště na vlhkých stanovištích nebo v mokrých létech, v porostech žita, ječmene, ovsa, lnu a podobně, nevadí ji ani zastínění vyššími rostlinami. Na zamokřených místech často ve velkém vyrůstá v okopaninách. Není však plevelem příliš nebezpečným.

## Rdesno peprník

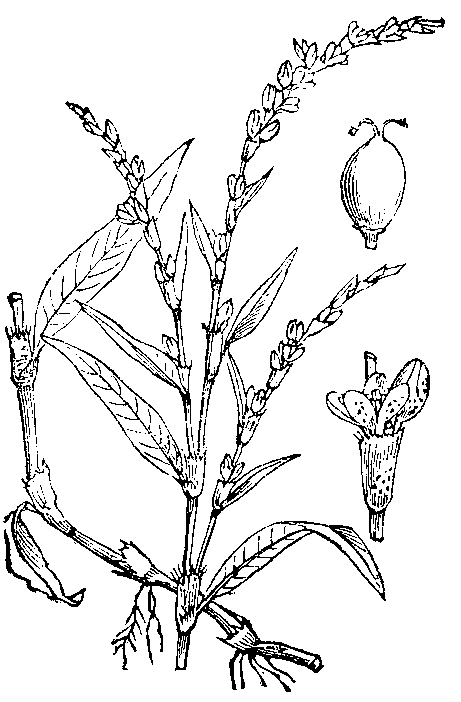
Nákres rostliny
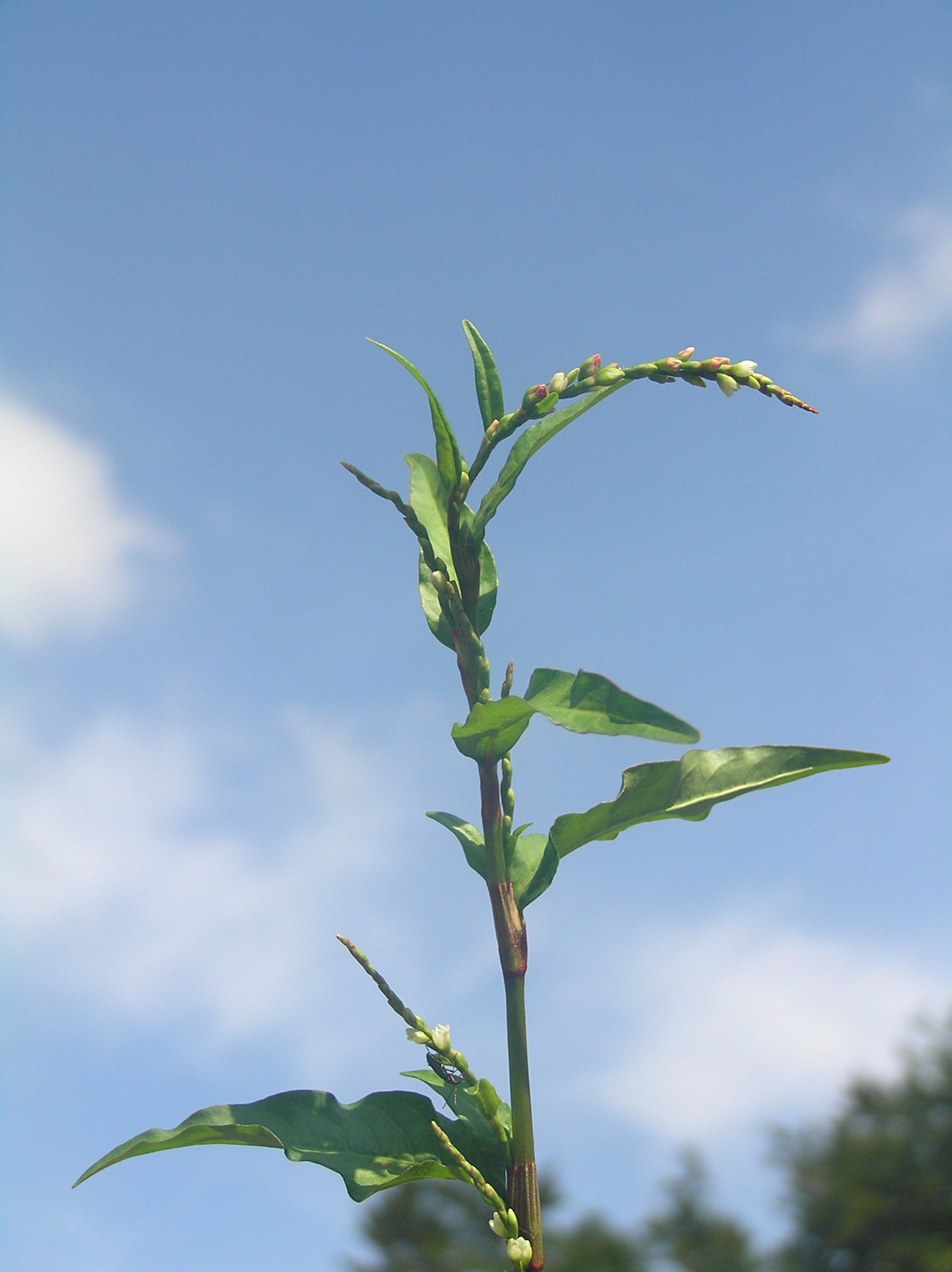
Osamocená rostlina
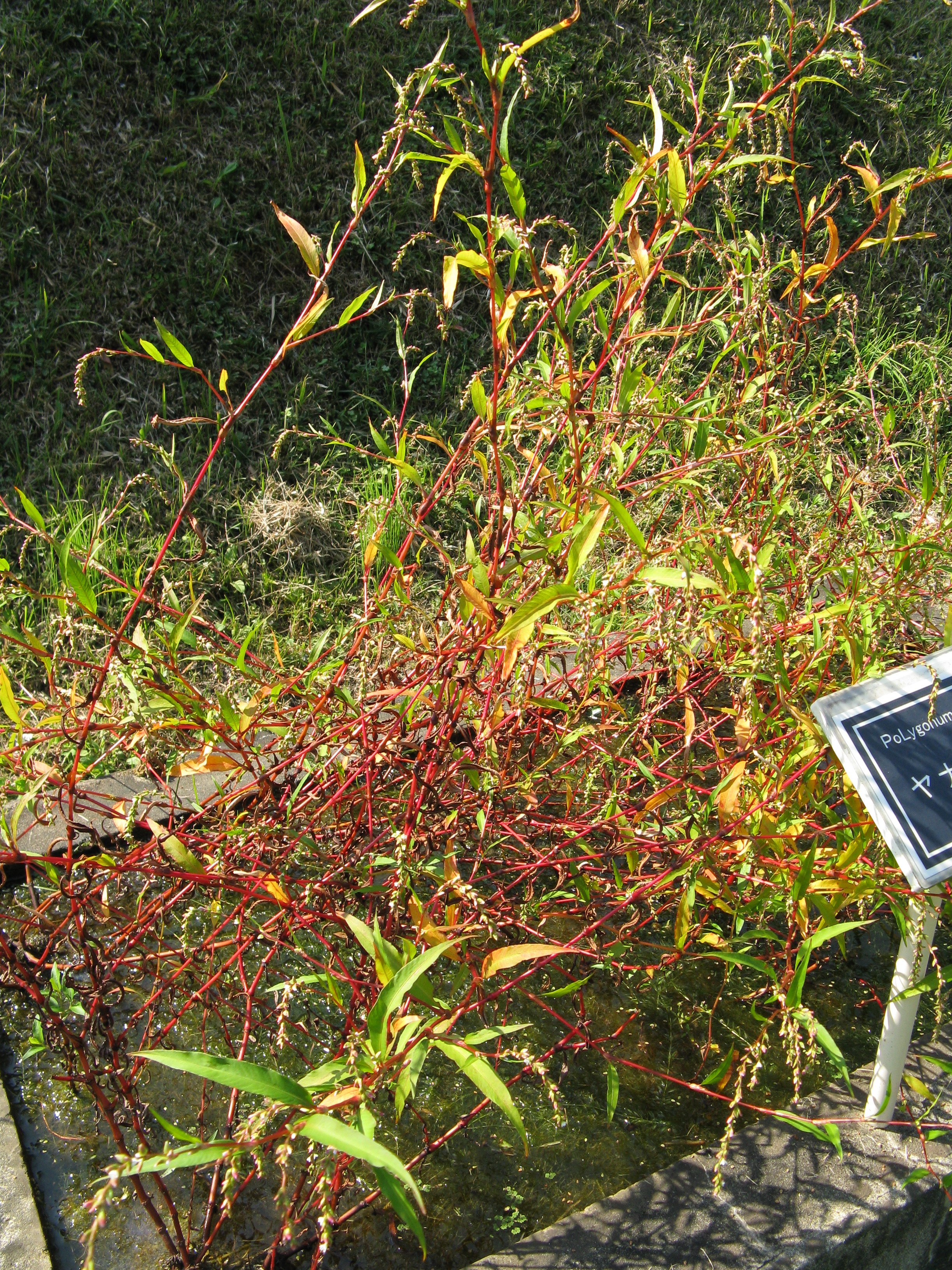
Kolonie rostlin
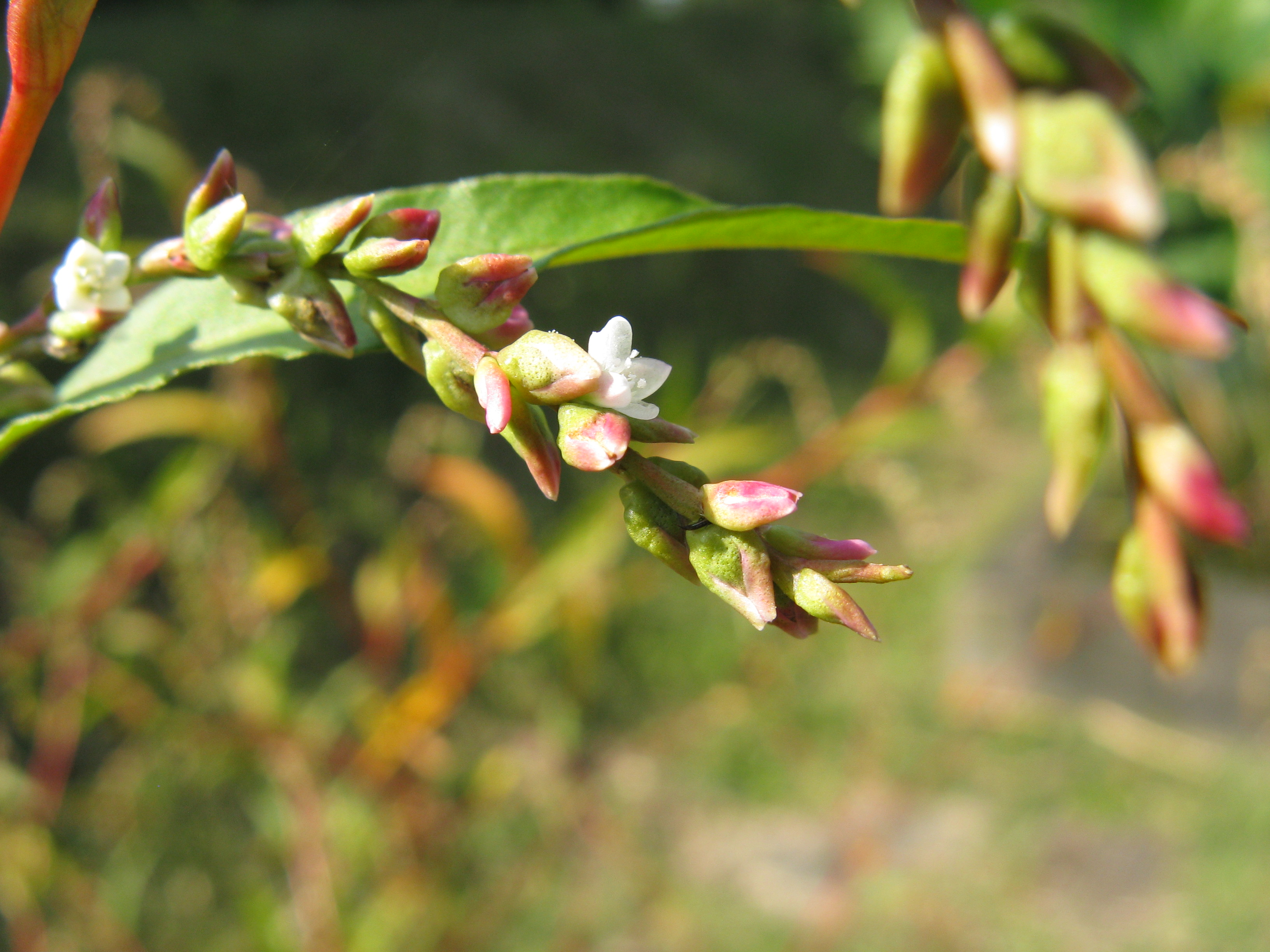
Detail květů